# Sarcophaga fuscipennis
Sarcophaga fuscipennis är en tvåvingeart som beskrevs av Günther Enderlein 1937. Sarcophaga fuscipennis ingår i släktet Sarcophaga och familjen köttflugor. Inga underarter finns listade i Catalogue of Life.